# Cephalops ariadneae
Cephalops ariadneae är en tvåvingeart som beskrevs av De Meyer 1992. Cephalops ariadneae ingår i släktet Cephalops och familjen ögonflugor. Inga underarter finns listade i Catalogue of Life.